# Sematophyllum perichaetiale
Sematophyllum perichaetiale är en bladmossart som beskrevs av Thériot in Felippone 1930. Sematophyllum perichaetiale ingår i släktet Sematophyllum och familjen Sematophyllaceae. Inga underarter finns listade i Catalogue of Life.